# Polybotrya serratifolia
Polybotrya serratifolia là một loài thực vật có mạch trong họ Dryopteridaceae. Loài này được (Fée) Klotzsch miêu tả khoa học đầu tiên năm 1847.